# 157th Air Refueling Wing

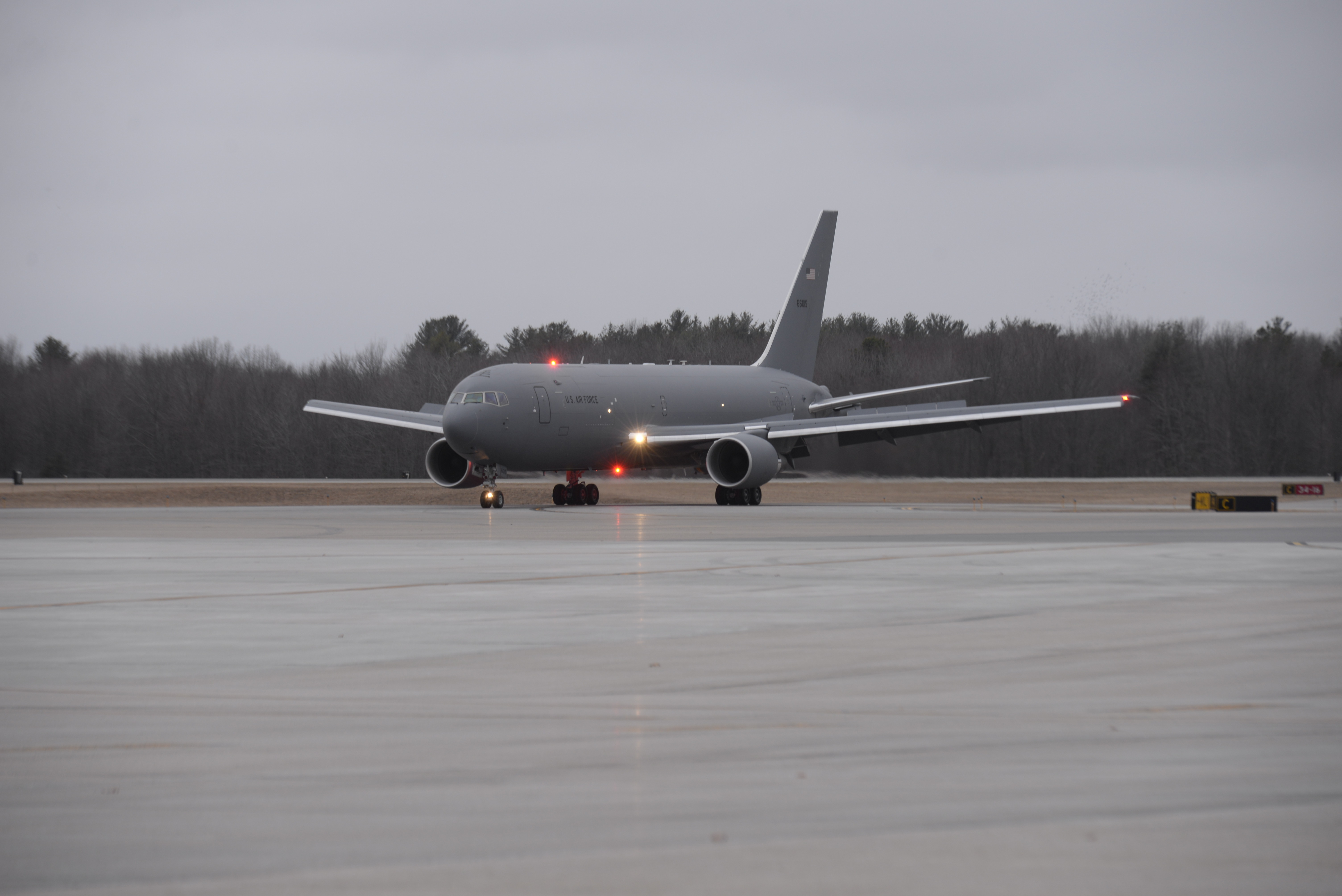
KC-46A dello Stormo

Il 157th Air Refueling Wing è uno stormo da rifornimento in volo del New Hampshire Air National Guard. Riporta direttamente all'Air Mobility Command quando attivato per il servizio federale. Il suo quartier generale è situato presso la Pease Air National Guard Base, nel New Hampshire.

## Organizzazione
Attualmente, al maggio 2017, esso controlla:
- 157th Operations Group
  - 157th Operations Support Squadron
  - 260th Air Traffic Control Squadron
  -  133rd Air Refueling Squadron - Equipaggiato con 12 Boeing KC-46 Pegasus.

All'unità è associato il 64th Air Refueling Squadron del 22nd Air Refueling Wing.
- 157th Maintenance Group
  - 157th Aircraft Maintenance Squadron
  - 157th Maintenance Squadron
  - 157th Maintenance Operations Flight
- 157th Medical Group
- 157th Mission Support Group
  - 157th Civil Engineer Squadron
  - 157th Communications Flight
  - 157th Logistics Readiness Squadron
  - 157th Force Support Squadron
  - 157th Security Forces Squadron
- 157th Comptroller Flight